# لودریتس (آلمان)
لودریتس (به آلمانی: Lüderitz) یک منطقهٔ مسکونی در آلمان است که در تانگرهوته واقع شده‌است. لودریتس  ۱٬۱۱۹ نفر جمعیت دارد.